# Loui: El Guerrero de las Runas
Louie: El Guerrero de las Runas (魔法戦士リウイ Mahō Senshi Riui?, literalmente Loui, el Guerrero magico) es una serie de manga y anime basada en las novelas originales de Ryo Mizuno, que cuentan con el soldado Loui como protagonista. La historia tiene lugar en el continente de Alecrast en un mundo llamado Forcelia, que aparece comúnmente en el anime, las novelas y el manga de esta saga. Forma parte de la saga Record Of Lodoss Wars del mismo autor, que tiene lugar en el norte de la isla de Lodoss.

## Personajes

### Louie
Miembro del Gremio de Magos de Ohfun e Hijo Adotivo del mago Carwes, jefe del Gremio. Fuerte, aunque un poco insensato, Louie está orgulloso de sus "aficiones": emborracharse, perseguir a cuanta fémina se le ponga por delante y "armarla" allí donde va, todo menos dedicarse a sus estudios mágicos. Como resultado, tiende a usar la fuerza bruta en vez de la magia, para disgusto de sus compañeras. Louie posee un fortísimo sentido de la justicia y una lealtad inquebrantable con aquellos a los que considera sus amigos. La insensatez aparente de Louie a menudo esconde un plan largamente meditado, por lo que se puede decir que es mucho más inteligente de lo que quiere aparentar, además de percatarse de detalles que los demás suelen pasar por alto. 
Aunque no se hace mención en el anime (al contrario que en el manga), debido a su gran parecido físico se especula que Louie sea el hijo ilegítimo del Rey. 
Dobladores: Katsuyuki Konishi [Japonés], Jason Douglas [Inglés], Jon Goiri [Español]

### Melissa
Aventurera y Sacerdotisa de Mylee, Dios de la Guerra. Ingenua e idealista, el sueño de Melissa es servir al Héroe elegido por su Dios, quien termina defraudándola profundamendamente cuando, al realizarle un ritual de consulta, éste le revela que su Héroe Elegido es Louie. A lo largo de la serie, Melissa llega gradualmente a la conclusión de que el héroe perfecto no existe, y hacia el final no sólo acepta por completo a Louie como héroe, sino que empieza a albergar sentimientos hacia él. 
Dobladoras: Kikuko Inoue [Japonés]), Shelley Calene-Black [Inglés], Jaione Intsausti [Español]

### Genie
Aventurera, y una magnífica soldado de Ohfun. De actitud fría, la única cosa que la saca de quicio son las constantes "Paridas" de Louie, haciendo que se ponga violenta. Es una guerrera muy hábil, cuya arma preferida es una espada tan grande como ella, y su fuerza la hace lo suficientemente fuerte como para competir en "Brutez" con Louie. A medida que la historia avanza, Genie empieza a ver a Louie como un compañero de armas, cuando se da cuenta de que, a diferencia del resto de los hombres, Louie la ve como a una Guerrera, y no como a una simple mujer. Lo que lleva la Genie a adiestrar a Louie en el arte de la espada.
Dobladoras: Minami Takayama [Japón], Christine M. Auten [Inglés], Maribel Legarreta [Español]

### Mirelle
Aventurera, Ladrona y trabajadora temporal, está obsesionada con el dinero. Cuando no participa en alguna aventura, se dedica a recaudar fondos para la próxima misión, a base de trabajos temporales o en busca de algún plan que le reporte enormes ganancias de manera rápida[incluyendo la gerencia de varias salas de apuestas en Ohfun].Al igual que Genie, Mirelle no aguanta la actitud de Louie, por lo que suele tener frecuentes y violentas disputas con él.
Dobladoras: Tomoko Kawakami [Japonés], Allison Keith [Inglés], Ana Begoña Eguileor [Español]

### Aira
Miembro del Gremio de Magos y amiga de Louie, a pesar de sus muchos intentos de tener una cita con Louie[teniendo en cuenta su marcada voluptuosidad], la relación entre ambos se ha visto reducida a un amor no correspondido, para su desgracia. 
A pesar de contar con grandes y profundos conocimientos sobre Magia y Objetos Mágicos[su principal "Fuente" de estudio]ella misma afirma no ser tan hábil como Louie en cuanto a poder mágico se refiere. Siempre está dispuesta a ayudar a Louie: Ya sea aconsejándole qué tipo de hechizo usar o mediante varios objetos que le puedan ser útiles en sus aventuras. En el Manga, su carácter es mucho más sensual que en el Anime, además de que disfruta mucho haciendo ruborizar a Louie mientras coquetea con él. 
Dobladoras: Akiko Yajima [Japonés]), Jenny Strader [English], Ana Tere Bengoetxea [Spanish]

### Ceresia
Una hermosa Elfa que conocieron en el bosque durante su viajes.
Dobladoras: Fumiko Orikasa [Japonés], Kelli Cousins [Inglés]

### Anna, Jannet y Joan
Tres jóvenes Sacerdotisas de Mylee que tienen a Melissa en gran estima. Mantienen, durante todo el Anime una pésima opinión de Louie y lo ven más como una carga para su mentora, que como una auténtica ayuda. Son personajes exclusivos del Anime que no aparecen en el Manga.
Dobladoras: 
Anna: Miyu Matsuki [Japonés], Hilary Haag [Inglés] 
Jannet: Ryōka Yuzuki [Japonés], Jessica Boone [Inglés], Jaione Instsausti [Español]
Joan: Ryoko Nagata [Japón], Nora Stein [Inglés], Maribel Legarreta [Español]

## Novelas Ligeras
Primera Serie
0. 魔法戦士リウイ0 (ISBN 4-8291-1500-9 25 de marzo de 2003)
Una historia corta sobre como Genie conoce a Louie, Mirelle y Melissa. 
1. 魔法戦士リウイ1 (ISBN 4-8291-2845-3 25 de octubre de 1998)
2. 魔法戦士リウイ2 (ISBN 4-8291-2867-4 25 de febrero de 1999)
3. 魔法戦士リウイ3 (ISBN 4-8291-2891-7 25 de junio de 1999)
4. 魔法戦士リウイ4 (ISBN 4-8291-2932-8 25 de diciembre de 1999)
5. 魔法戦士リウイ5 (ISBN 4-8291-2959-X 25 de abril de 2000)
6. 魔法戦士リウイ6 (ISBN 4-8291-2994-8 30 de agosto de 2000)
7. 魔法戦士リウイ7 (ISBN 4-8291-1337-5 25 de marzo de 2001)
8. 魔法戦士リウイ8 (ISBN 4-8291-1369-3 25 de julio de 2001)
9. 魔法戦士リウイ9 (ISBN 4-8291-1405-3 25 de febrero de 2002)
Segunda Serie
1. 剣の国の魔法戦士( オーファン王国が舞台)
ソードワールド・ノベル 剣の国の魔法戦士(ISBN 4-8291-2477-6 15 de febrero de 1993)
Antigua Edición
魔法戦士リウイ 剣の国の魔法戦士(ISBN 4-8291-1372-3 20 de septiembre de 2001)
Nueva Edición
2. 魔法戦士リウイ 湖岸の国の魔法戦士
ザイン王国が舞台。(Junio de 1996-Marzo de 1997 serialización)
(Antigua Edición) (25 de agosto de 1997)
(Edición Corregida) (1 de septiembre de 2001) 
3. 魔法戦士リウイ 砂塵の国の魔法戦士(ISBN 4-8291-1556-4 25 de septiembre de 2003))

Tercera Serie
1. 魔法戦士リウイ ファーラムの剣 賢者の国の魔法戦士 (ISBN 4-8291-1633-1 25 de agosto de 2004)
2. 魔法戦士リウイ ファーラムの剣 呪縛の島の魔法戦士 (ISBN 4-8291-1698-6 25 de marzo de 2005)
3. 魔法戦士リウイ ファーラムの剣 牧歌の国の魔法戦士 (ISBN 4-8291-1798-2 25 de febrero de 2006)
4. 魔法戦士リウイ ファーラムの剣 鋼の国の魔法戦士 (ISBN 4-8291-1884-9 20 de diciembre de 2006)
5. 神代の島の魔法戦士
Continua en publicación desde julio de 2006.
- Datos: Q710495

[[Categoría:Elfos
]